# 上邑乡
上邑乡是中国陕西省咸阳市永寿县下辖的一个乡。上邑乡已于2011年撤销，辖境并入常宁镇。

## 行政区划
上邑乡下辖以下行政区：
小张村、应村、千家村、北顺什村、油坊村、东岭村、卫子头村、冯家村、草德村、石桥头村、下邑村、上邑村、线家村、坳里村。